# 福尔格
福尔格（法語：Forgues，法語發音：[fɔʁɡ]）是法国上加龙省的一个市镇，属于米雷区。

## 地理
福尔格（43°25'54"N, 1°2'44"E）面积5.24 平方千米，位于法国奧克西塔尼大區上加龙省，该省份为法国西南部内陆省份，西南端与西班牙接壤，自此顺时针与上比利牛斯省、热尔省、塔恩-加龙省、塔恩省、奥德省和阿列日省接壤。
与福尔格接壤的市镇（或旧市镇、城区）包括：拉阿日、莫内斯、普拉尼奥勒、里约姆、莱蒙、圣卢布。

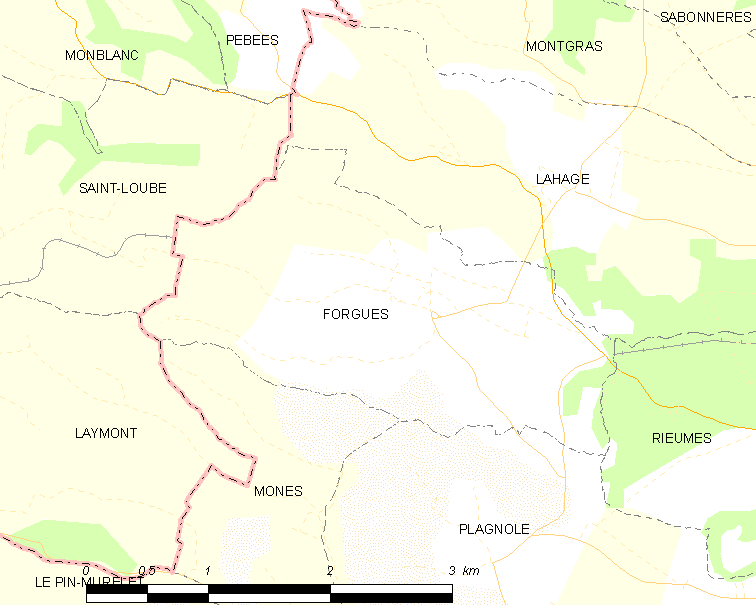
福尔格的OSM定位图

福尔格的时区为UTC+01:00、UTC+02:00（夏令时）。

## 行政
福尔格的邮政编码为31370，INSEE市镇编码为31189。

## 政治
福尔格所属的省级选区为卡泽尔县。

## 人口

1962-2008年间福尔格人口变化图示

福尔格于2022年1月1日时的人口数量为217人。